# Two Plus One
Two Plus One – minialbum polskiego zespołu 2 plus 1, wydany w 1974 roku nakładem Polskich Nagrań.

## Ogólne informacje
EP zawiera trzy anglojęzyczne wersje znanych już przebojów: „Nie zmogła go kula” z poprzedniej EP-ki 2+1, „Hej, dogonię lato” z albumu Nowy wspaniały świat oraz „Kołysanka matki” z nadchodzącej wówczas płyty Wyspa dzieci, mającej ukazać się w następnym roku. Anglojęzyczne teksty napisał Jacek Bromski.

## Lista utworów
Strona A:
1. „The Mother's Lullaby” (muz. Katarzyna Gärtner - sł. Jacek Bromski) – 5:05
2. „There Was No Bullet” (muz. Katarzyna Gärtner - sł. Jacek Bromski) – 2:20

Strona B:
1. „I'll Catch the Summer” (muz. Janusz Kruk - sł. Jacek Bromski) – 3:15

## Twórcy
- Elżbieta Dmoch – wokal, flet
- Janusz Kruk – wokal, gitara
- Andrzej Krzysztofik – gitara basowa, harmonijka ustna, wokal wspierający